# 키언 존슨

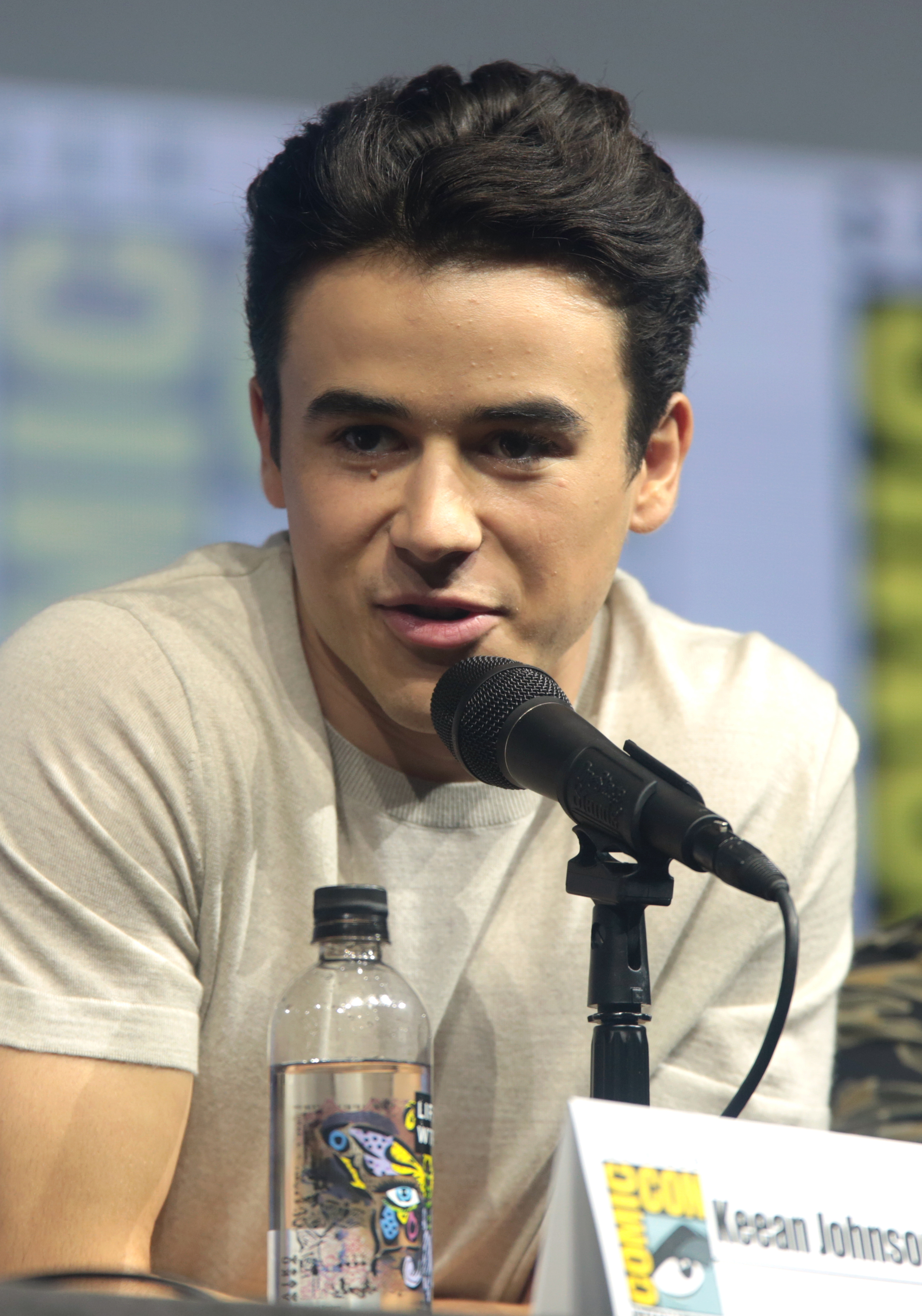

키언 존슨(Keean Johnson, 1996년 10월 25일 ~ )은 미국의 배우, 텔레비전 배우, 영화배우이다.
덴버에서 태어났다.

## 방송
- 유포리아
- 내쉬빌 시즌4
- 내쉬빌 시즌3